# Lipovac Majur
Lipovac Majur (česky Lipovec Majur), do roku 1971 Lipovac Daruvarski, je vesnice v Chorvatsku v Bjelovarsko-bilogorské župě, spadající pod opčinu města Daruvar. Nachází se asi 5 km severozápadně od Daruvaru. V roce 2011 zde žilo 83 obyvatel. V roce 1991 bylo 38,46 % obyvatel (45 z tehdejších 117 obyvatel) české národnosti.

## Sousední sídla
| Růžice kompasu |                      | Končanica     |               | Růžice kompasu |
| Růžice kompasu | Daruvarski Brestovac | Sever         | Donji Daruvar | Růžice kompasu |
| Růžice kompasu | Daruvarski Brestovac | Lipovac Majur | Donji Daruvar | Růžice kompasu |
| Růžice kompasu | Daruvarski Brestovac | Jih           | Donji Daruvar | Růžice kompasu |
| Růžice kompasu | Ljudevit Selo        |               |               | Růžice kompasu |